# Jetline (Gröna Lund)
Jetline in Gröna Lund (Stockholm, Stockholms län, Schweden) war eine Stahlachterbahn, die in Zusammenarbeit von BHS-Bayerische Berg-, Hütten- und Salzwerke und Zierer Rides hergestellt und am 23. April 1988 eröffnet wurde.

## Geschichte
Oftmals wird wegen der optischen Nähe zu älteren Schwarzkopf-Anlagen angenommen, die Bahn sei ebenfalls von Schwarzkopf produziert worden. Die Ähnlichkeiten lassen sich durch die Berater-Position, die Anton Schwarzkopf nach dem Konkurs seiner Firma bei der Fa. Zierer aufnahm, erklären. Eine nahezu baugleiche Anlage namens BMR-X wurde ins japanische Kobe Portopialand geliefert und mit einem Bergmassiv ausgestattet, welches an die Landschaft einer Modelleisenbahn erinnerte. Für Jetline war ebenfalls ein solches Bergmassiv vorgesehen, was die überdimensionierte Stützkonstruktion der Bahn erklärt. Da die Bahn auch ohne dekorative Elemente vom Publikum sehr gut angenommen wurde, blieb das Bergmassiv bis heute Geschichte. Aus Platzgründen entschied sich der Park 2003 dafür, die Achterbahn Vilda Musen durch das bestehende Stahlgerüst von Jetline zu führen, wobei die einst für ein zusätzliches Bergmassiv ausgelegte Konstruktion dabei Verwendung finden konnte. 
In den Jahren 2002 und 2003 fuhr sie unter dem Namen Berg- och Dalbanan. Die 800 m Schienenlänge wurden auf einer sehr kompakten Grundfläche verbaut, ähnlich wie bei den mobilen Achterbahnen der Fa. Schwarzkopf. Eine technische Besonderheit stellt hierbei der Lifthill dar, bei dem trotz Kurve ein Kettenlift zur Anwendung kommt und nicht wie sonst üblich ein Reibradantrieb.
Der ursprüngliche First Drop mit anschließender Steilkurve wurden im Jahr 2000 vom Ingenieurbüro Stengel GmbH in Zusammenarbeit mit Maurer Rides so umgebaut, dass der First Drop höher und steiler war als zuvor. Nach dessen Abfahrt fuhr der Zug in einen Tunnel innerhalb eines Restaurants, gefolgt von der ebenfalls modifizierten Steilkurve. Die gesamte Höhe betrug nach dem Umbau 32 m und die Züge beschleunigten bei der ersten Abfahrt auf 90 km/h. Dabei wirkten Beschleunigungen bis zu 4,5g.
Am 25. Juni 2023 kam es zu einer Entgleisung, bei der ein Mensch verstarb und neun weitere verletzt wurden. Seitdem war der Betrieb eingestellt, bis am 14. Juni 2024 nach der Veröffentlichung des Unfallberichts der Staatlichen Unfallkommission angekündigt wurde, dass die Achterbahn nicht mehr geöffnet werde.